# Jörg Herz

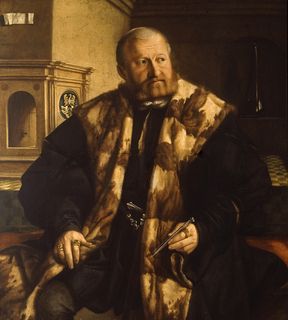
Georg Pencz: Bildnis des Nürnberger Münzmeisters Jörg Herz (1545), Staatliche Kunsthalle Karlsruhe

Jörg Herz (auch Jörg/Georg, Herz/Hertz; * 1492 in Nürnberg; † 1. Oktober 1554 ebenda) war ein Münzmeister, dessen von Georg Pencz gemaltes Porträt erhalten ist.

## Leben
Jörg Herz war der Sohn von Sebald Herz und Cecilia/Cäcilia Lochhauser, Tochter des Nürnberger Goldschmiedes Hans Lochhauser. Jörg Herz war mindestens drei Mal verheiratet, seine Frauen waren Sybilla Götz († 17. Januar 1536), Barbara Brenner († 13. August 1547) und Anna Gering († 1557). Seine uns heute bekannten Kinder sind Sebald (wie der Name des Großvaters) und Barbara Herz, die mit dem Nürnberger Goldschmied Wolf Möringer verheiratet war.
Jörg Herz war Goldschmied/Juwelier und sogenannter Münzmeister/Münzkürner/Münzwardein von Nürnberg. 1524 vertrat er die Stadt Nürnberg auf dem Münzordnungstag in Esslingen. Ab 1537 war er als Münzmeister der Stadt Nürnberg dafür zuständig, den Feingehalt des Goldes zu überprüfen. Vom Nürnberger Rat wurde er am 15. September 1537 für die Herstellung von Münzen bezahlt. Erwähnt ist auch eine Reise, die er im Auftrag der Stadt Nürnberg nach Joachimsthal unternahm. Aus seinem Privatleben ist eine Aufzeichnung von 1532 erhalten, die ihn als Besitzer eines „Hauses mit allseitig umbauten Hof in der Alten Ledergasse“ (Tucherstraße 38) ausweist. 1559/1560 verkauften die Kinder von Jörg Herz das Haus für 1650 Florin an ihren Stiefvater Hans Schöning, der nach Jörg Herzens Tod dessen dritte Ehefrau Anna Gering geheiratet hatte.

## Porträt und Epitaph des Jörg Herz
Das Porträt des Jörg Herz wird in der Staatlichen Kunsthalle Karlsruhe ausgestellt. Gemalt wurde es von dem Nürnberger Maler Georg Pencz, der ein Schüler Albrecht Dürers war. Das Porträt stellt Jörg Herz im Jahr 1545 dar, als er 53 Jahre alt war. Diese Information ist auf einem kleinen gemalten Zettel in der oberen linken Bildecke zu lesen. Durch dieses Porträt ist auch das Familienwappen der Herz überliefert, es ist auf dem Fingerring in kleiner Form und auf der Goldwaage im Hintergrund in voller Form zu sehen. Das Wappen befindet sich auch auf dem Epitaph des Jörg Herz. Ursprünglich wurde er auf dem Friedhof St. Johannis auf dem Grabplatz 75 begraben. Heute befindet sich das Epitaph im Germanischen Nationalmuseum Nürnberg mit der Inventarnummer Neg.Nr. GNM Gd. 92. Dort ist auch das Epitaph seiner zweiten und dritten Frau erhalten.

## Reichsbanknote

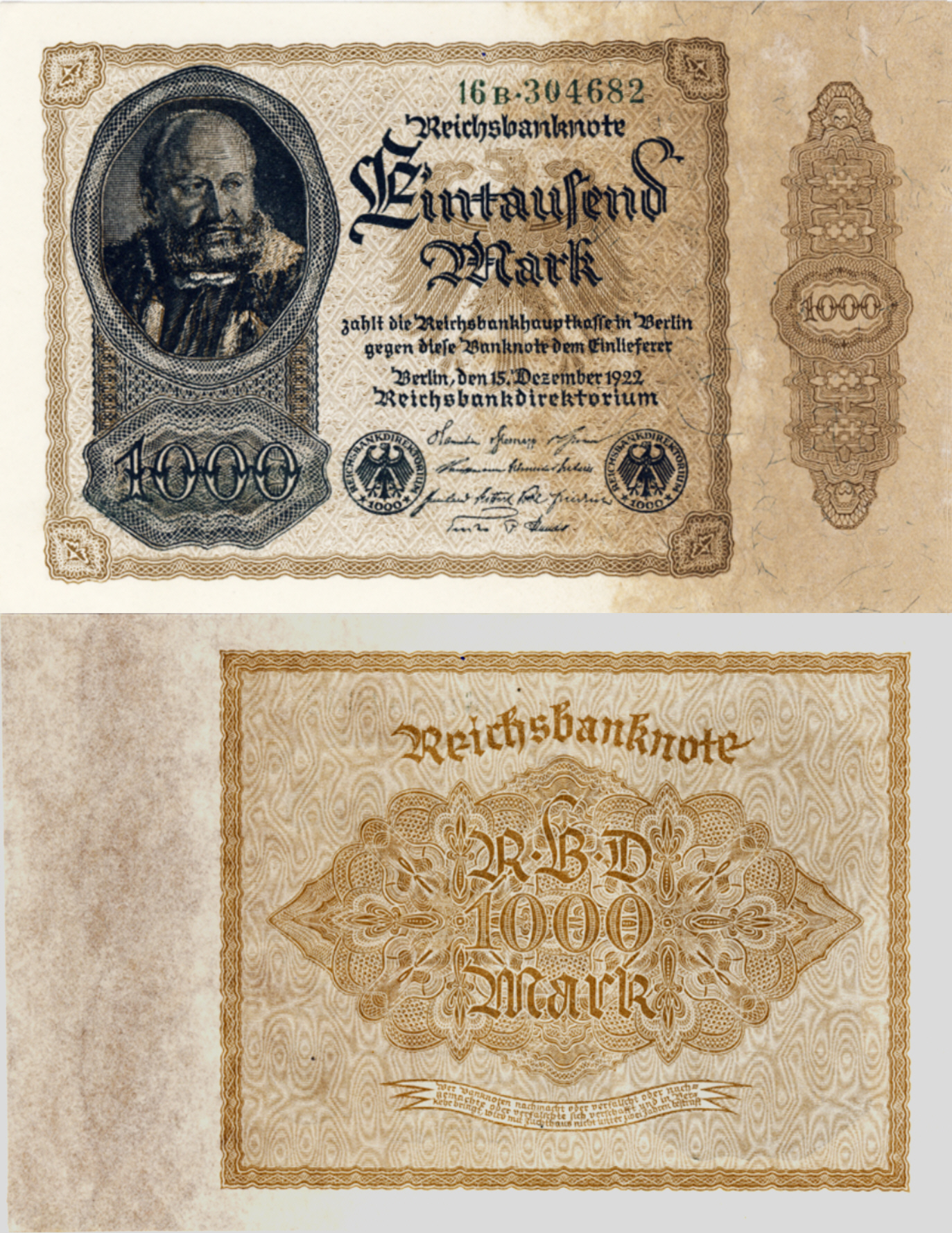
Reichsbanknote Eintausend Mark mit Porträt von Jörg Herz

Das Porträt des Jörg Herz wurde 1922 auf der 1000-Mark-Banknote verwendet. Während der Inflation in der Weltwirtschaftskrise wurde die Banknote mit dem Aufdruck „Eine Milliarde Mark“ versehen.